# Benni Ljungbeck
Benni Ljungbeck (* 20. července 1958 Hässleholm, Švédsko) je bývalý švédský zápasník, reprezentant v zápase řecko-římském. V roce 1980 na olympijských hrách v Moskvě v do 57 kg stříbrnou medaili, v roce 1984 na hrách v Los Angeles vybojoval ve stejné kategorii šesté místo a v roce 1988 na hrách v Soulu vypadl v této kategorii ve skupině A ve třetím kole.